# Desmophlebium
Desmophlebium Mynssen, A.Vasco, Sylvestre, R.C.Moran & Rouhan è un genere di piante dell'ordine Polypodiales, unico genere della famiglia Desmophlebiaceae Mynssen, A.Vasco, Sylvestre, R.C.Moran & Rouhan.

## Descrizione
Le felci del genere Desmophlebium si distinguono per la venatura ispessita all'interno del bordo di ogni fogliolina composta. Sono piante terrestri con rizomi eretti o decombenti e presentano grandi foglie pinnate con una consistenza membranacea. I sori che si trovano sulle pinnule sono lineari e ricoperti da indusi brunastri e misurano 10–25 × 0,5–1,0 mm.

## Tassonomia
Il genere comprende le seguenti specie:
- Desmophlebium lechleri (Mett.) Mynssen, A.Vasco, Sylvestre, R.C.Moran & Rouhan
- Desmophlebium longisorum (Baker) Mynssen, A.Vasco, Sylvestre, R.C.Moran & Rouhan